# Operación Guante Verde
 Operación Guante Verde  es una película de Argentina filmada en Eastmancolor dirigida por Sergio Móttola y Alberto Abdala según el guion de Rolando Franchi que se produjo en 1974 y no fue estrenada comercialmente. Se exhibió en Canal 11 el 18 de diciembre de 1986 y tuvo como actores principales a Tito Alonso, Perla Santalla y Juan Ramón. Tiene el título alternativo de Agentes secretos contra Guante Verde.

## Sinopsis
Un grupo de agentes secretos enfrenta a una banda encabezada por un científico que secuestra niños con la finalidad de crear seres superiores.

## Reparto
Intervinieron en el filme los siguientes intérpretes:
- Tito Alonso
- Perla Santalla
- Juan Ramón
- Mario Savino
- Rey Charol
- Mónica Grey
- Luis Cordara
- Guadalupe
- Walter Soubrié
- Arturo Noal
- Daniel Ripari
- Nino Udine
- Jesús Fabián
- Oscar Luchetti
- Claudio Gayol
- Mónica Escudero
- Raúl Ricutti
- Danyo Bohdan
- Juan Domingo Vera

## Comentarios
Crónica dijo cuando se estaba filmando:

”Los golpes y peleas no sólo parecerán reales, sino que la presencia protagónica de especialistas en la materia las tornarán absolutamente verídicas.”